# Dialetto jèrriais

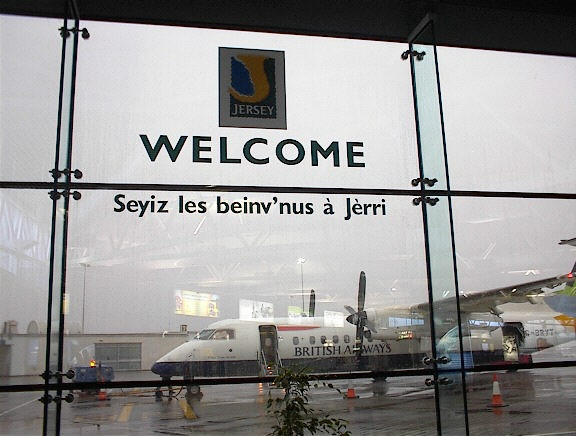
Bilinguismo a Jersey: inglese e jèrriais

Il jèrriais (in inglese: Jersey French o Jersey Norman French; in francese: jersiais o normand de Jersey) è un dialetto della lingua normanna parlata a Jersey, nelle Isole del Canale al largo delle coste francesi.
Il nome Jersey French o Jersey Norman French può trarre in inganno e far considerare il jèrriais come un dialetto francese.  Il jèrriais è una lingua a sé stante, da non confondere con il francese di Jersey che è invece la variante del francese utilizzata ufficialmente a livello amministrativo a Jersey.

## Declino e iniziative di tutela
La lingua è decisamente in declino in seguito all'enorme diffusione, sia nell'istruzione, nella cultura, nell'amministrazione e nel commercio della lingua inglese. Oggigiorno solo poche persone sono in grado di sostenere una conversazione in jèrriais, sebbene si stiano effettuando sforzi per proteggere la lingua, come sta succedendo anche al guernésiais sull'isola di Guernsey.
L'espansione dell'inglese ha causato un drammatico declino della lingua che, secondo il censimento del 2001, era parlata regolarmente solo dal 3% della popolazione e compresa dal 15%, malgrado nelle ultime statistiche si evidenzi un incremento della conoscenza del jèrriais, in particolare nei bambini, frutto delle opere di tutela della lingua.
Il parlamento di Jersey ha attuato un programma di supporto e d'insegnamento della lingua a livello scolastico, favorendo la diffusione di scritte e indicazioni in jèrriais. È in discussione la ratifica della Carta europea per le lingue regionali e minoritarie.
Nel settembre 2005 il parlamento ha approvato lo sviluppo di una strategia culturale per la tutela della lingua.